# Gustave Castan
Pour les articles homonymes, voir Castan.
Gustave Castan, né le 23 décembre 1823 à Genève et mort le 27 juillet 1892 à Crozant, est un peintre paysagiste,  graveur et lithographe suisse.

## Biographie
De 1843 à 1848, Gustave Castan se forme dans l’atelier d’Alexandre Calame, qu'il accompagne en Italie en 1844, puis, l'année suivante, dans l’Oberland bernois. Au cours de ses études, il se lie d’amitié avec le peintre français Eugène Castelnau et le suit à Paris en 1849. En 1850, il visite la France et rencontre le peintre Auguste Ravier puis, en 1852, Jean-Baptiste Camille Corot, qui exerce sur lui une influence décisive. En 1856, il est mobilisé dans le cadre de l’affaire de Neuchâtel et dessine des scènes d'actualité. En 1857, il se rend au Salon de Paris qu'il visite avec Corot, puis parcourt la Bretagne et la Normandie. Il partage alors sa vie entre la Suisse et la France et se rend souvent dans le Berry où il devient un familier de George Sand. C'est lors de l'une de ces visites qu'elle lui fait découvrir les paysages de la Creuse. Il s'y rend ensuite chaque année à la belle saison et contribue à la naissance de la « vallée des peintres » et de l'école de Crozant.
En 1865, Castan est membre fondateur de la Société suisse des peintres et sculpteurs, dont il est président en 1887.

## Œuvre
Gustave Castan expose pour la première fois au Salon de Paris de 1855 où il se fait connaître par son tableau Une matinée d'automne, acheté par Napoléon III. Il participe ensuite à tous les Salons jusqu'en 1882, où il présente des paysages de Belgique, de Normandie, de Bretagne, du Dauphiné et de la Creuse. Il participe également à l’Exposition internationale de Vienne en 1873 et à la Jubiläumsausstellung de Munich en 1888.

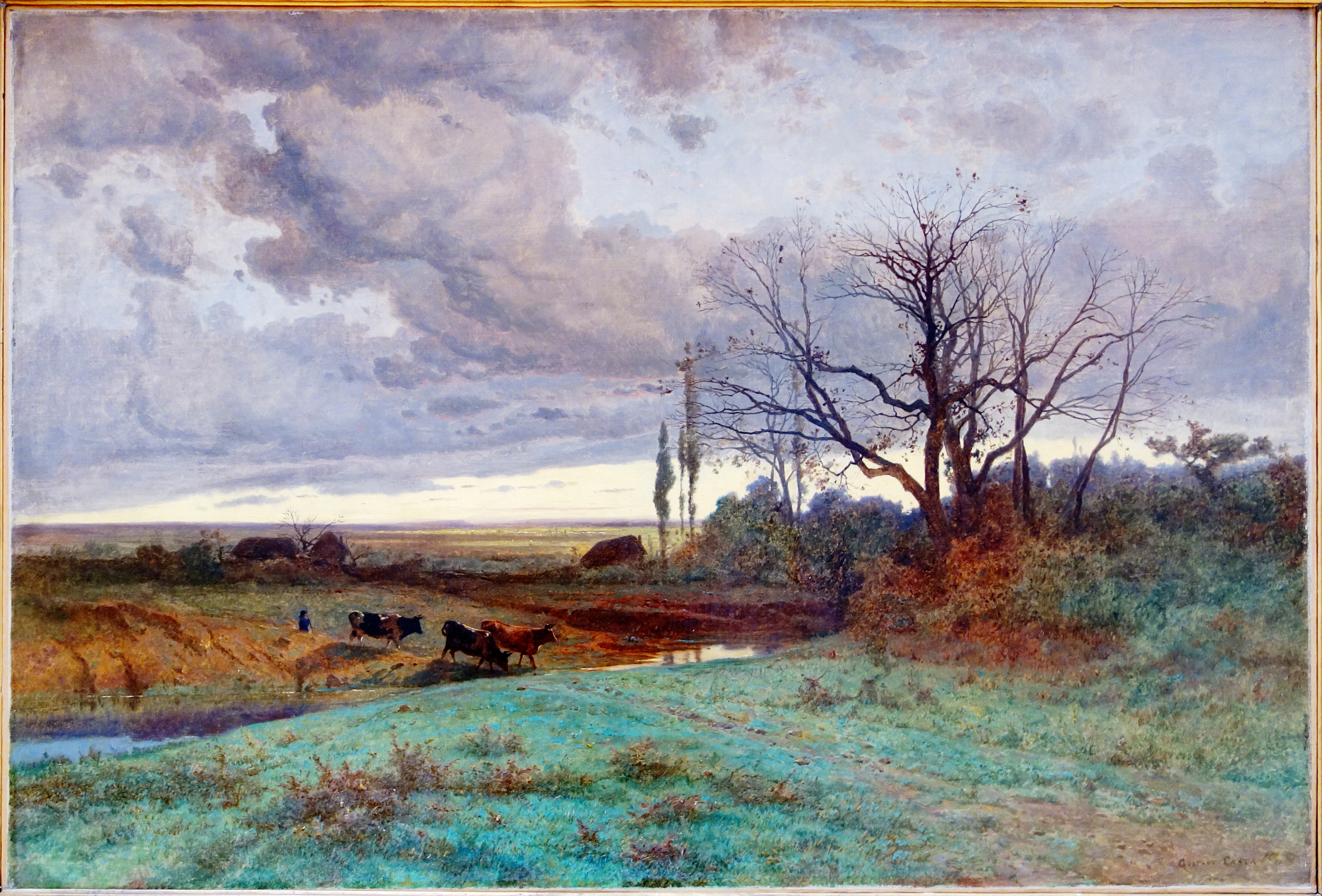
Soirée d'octobre, les bords de la Creuse (1864), palais des Beaux-Arts de Lille.
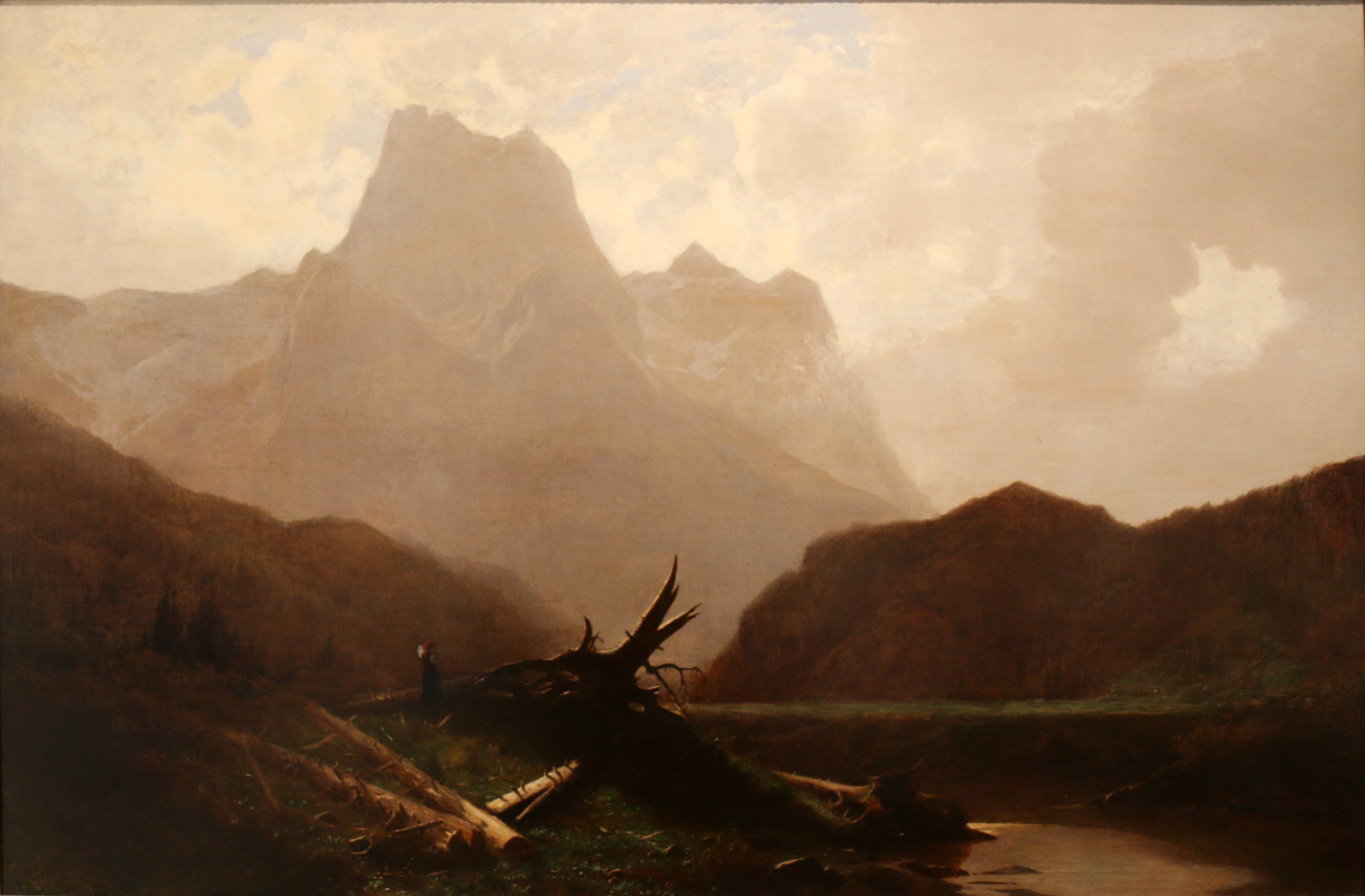
Paysage de montagne.
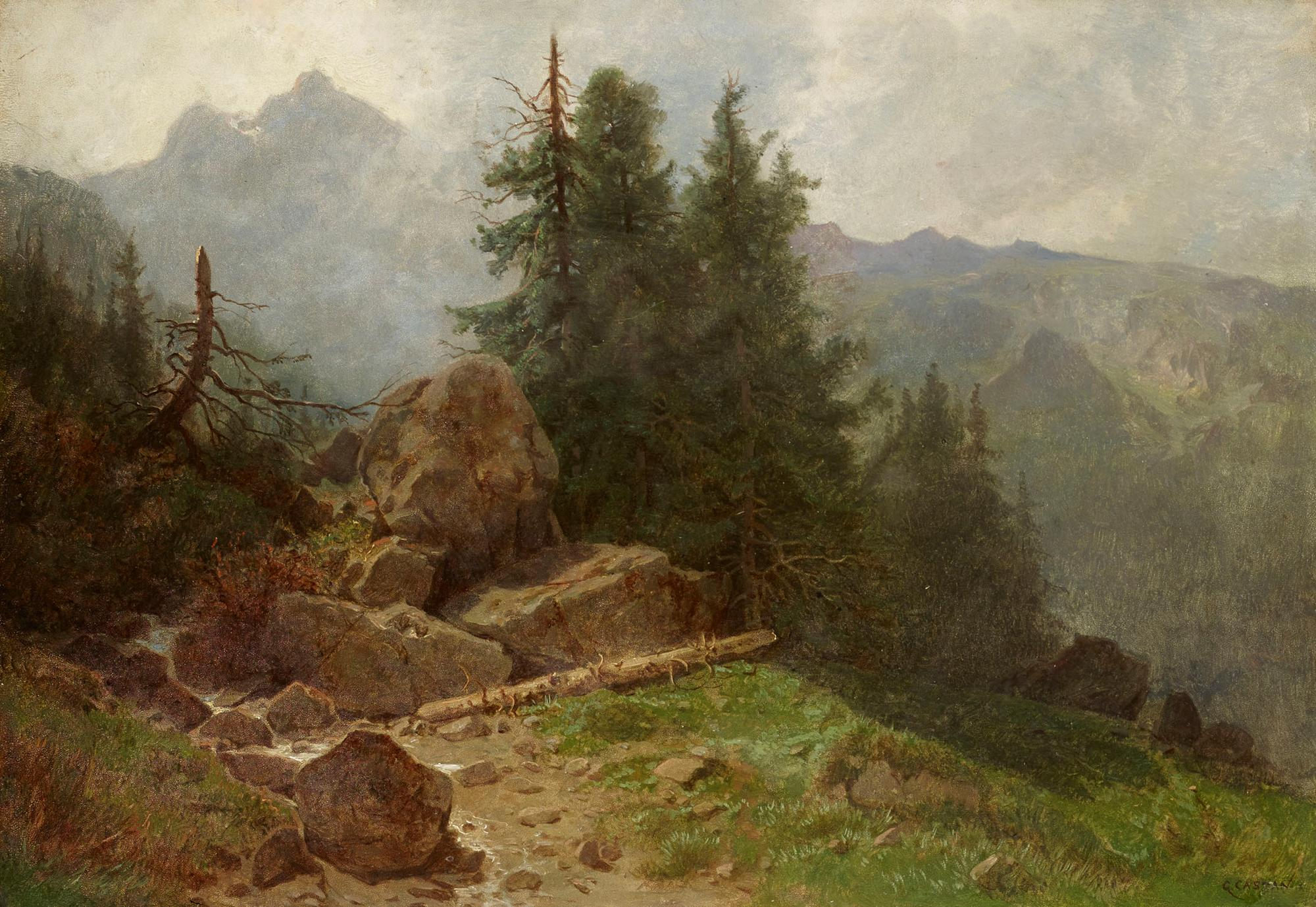
Corne de Sorebois, Valais.